# Classe John C. Butler
La classe John C. Butler, est une classe de quatre-vingt trois destroyers d'escorte de l'US Navy construits entre 1943 et 1945 et actifs jusqu'en 1969.